# Xot africà
El Xot africà (Otus senegalensis) és una espècie d'ocell de la família dels estrígids (Strigidae). Habita sabanes i boscos poc densos de la major part de l'Àfrica subsahariana i sud de la Península Aràbiga. El seu estat de conservació es considera de risc mínim.

## Taxonomia
S'han descrit quatre subespècies:
- O. s. feae / Xot de Pagalu (Salvadori, 1903). Illa Annobón, al golf de Guinea.
- O. s. nivosus Keith et Twomey, 1968. Sud-est de Kenya.
- O. s. pamelae Bates, 1937. Sud d'Aràbia Saudí, Oman i el Iemen.
- O. s. senegalensis (Swainson, 1837). La major part de lÀfrica subsahariana.

La subespècie pamelae és considerada modernament una espècie de ple dret (Otus pamelae) arran els treballs de Pons et el 2013.
La subespècie feae és considerada sovint una espècie: (Otus feae).